# Damon Evans
Damon Evans (Baltimora, 24 novembre 1949) è un attore statunitense, principalmente conosciuto per aver interpretato il ruolo di Lionel Jefferson nel telefilm I Jefferson.
Si è laureato all'accademia di Interlochen nel Michigan; ha partecipato ad alcune produzioni nel teatro di Boston.